# Zaural'skoye Plato
Zaural'skoye Plato (kazakiska: Oral Syrty Üstirti) är en platå i Kazakstan, på gränsen till Ryssland. Den ligger i den nordvästra delen av landet, 700 km väster om huvudstaden Astana.